# Gornja Koviljača
Gornja Koviljača (srp. Горња Ковиљача) je naselje na zapadu središnje Srbije. Administrativno pripada općini Loznica u Mačvanskome okrugu.

## Stanovništvo
Prema popisu iz 2002. godine, u Gornjoj Koviljači živi 585 stanovnika od kojih je 465 punoljetno. Prema popisu iz 1991., u Gornjoj Koviljači je živjelo 586 stanovnika. Prosječna starost stanovništa iznosi 39,0 godina (38,6 kod muškaraca i 39,3 kod žena). U naselju ima 191 domaćinstvo, a prosječan broj članova domaćinstva je 3,06.
Prema popisu iz 2002. godine, Gornju Koviljaču gotovo u potpunosti naseljavaju Srbi.
| broj stanovnika | 237   | 310   | 421   | 545   | 574   | 586   | 585   |
|                 | 1948. | 1953. | 1961. | 1971. | 1981. | 1991. | 2002. |